# Markovo, Șumen
Markovo (în bulgară Марково) este un sat în comuna Kaspicean, regiunea Șumen,  Bulgaria. 

## Demografie
Componența etnică a satului Markovo
     Bulgari (53,43%)
     Turci (10,15%)
     Romi (5,14%)
     Nicio identificare (18,6%)
     Altele (12,66%)
La recensământul din 2011, populația satului Markovo era de 758 locuitori. Din punct de vedere etnic, majoritatea locuitorilor (53,43%) erau bulgari, existând și minorități de turci (10,15%) și romi (5,14%). Pentru 18,6% din locuitori nu este cunoscută apartenența etnică.